# Sarcinodes compacta
Sarcinodes compacta là một loài bướm đêm trong họ Geometridae.